# ナンデ語
ナンデ語（ナンデご）はコンゴ民主共和国で話されるバントゥー語である。ンダンディ語あるいはユィラ語ともいう。コンゴのナンデ族とウガンダのコンジョ族はユィラ（バユィラ）と自称する単一民族である。彼らの故郷は2国の間にあるルウェンゾリ山地である。彼らの言葉は方言程度の違いしかない。ナンデ語にはナンデ標準語、クンブレ方言、マテ方言、タンギ方言、サンザ方言、シュ方言、ソンゴラ方言（ソンゴーラ、ニャンガラ）、スワガ方言、キラ方言があり、ナンデ語では方言名の前に「エキ」を付けて表現する。シュ語として知られる様々な言語から、かつては「エキシュカーリ（シュカーリ方言）」が女性の間で話されていることが知られている。これは少女だけに伝えられる「秘密の隠語」の存在を示す手がかりである。コンゴのナンデ族にはエフェ族と封建関係を結ぶ者もいる。

## 言語名別称
- Banande
- Bayira
- Kinande
- Kinandi
- Nandi
- Ndande
- Ndandi
- Northern Nande
- Orundande

## 方言
- Ekisongoora (Nyangala, Songola)
- Kumbule (Ekikumbule)
- Mate (Ekimate)
- Nande
- Sanza (Ekisanza)
- Shu (Ekishu)
- Swaga (Ekikira, Ekiswaga)
- Tangi (Ekitangi)
- Yira (Ekiyira)